# 松ケ丘町
松ケ丘町（まつがおかちょう）は、千葉県千葉市中央区にある町丁。郵便番号は260-0807。

## 地理
千葉市中央区の中央部に位置しており、中央区星久喜町、仁戸名町、大森町、花輪町、宮崎町、千葉寺町、青葉町と隣接する。

## 歴史

### 地名の由来
千城村が千葉市に合併した後の1951年（昭和26年）に行われた町名改正の際に仁戸名と宮崎をもって起立した。当時宮崎地区の住民からは「宮崎台」、「緑町」、「松ケ丘」の順で新町名の要望があった。「宮崎台」は仁戸名地区側が反対し、「緑町」は千葉市に既に緑町があったことから「松ケ丘」が採用された。

### 沿革
- 1951年（昭和26年） - 仁戸名、宮崎をもって松ケ丘町が成立[3]。
- 1992年（平成4年）4月1日 - 千葉市が政令指定都市へ移行し、中央区の一部となる。

## 世帯数と人口
2021年（令和3年）3月末現在の世帯数と人口は以下の通りである。
| 世帯数    | 人口    |
| --------- | ------- |
| 1,408世帯 | 3,027人 |

## 小・中学校の学区
市立小・中学校に通う場合、学区は以下の通りとなる。
|                              | 小学校               | 中学校               |
| ---------------------------- | -------------------- | -------------------- |
| 1～128番地（通称松ケ丘六区） | 千葉市立星久喜小学校 | 千葉市立星久喜中学校 |
| 上記以外                     | 千葉市立松ケ丘小学校 | 千葉市立松ケ丘中学校 |

## 交通
- 京葉道路（町名がついている松ヶ丘インターチェンジの大部分は当地区を挟んで星久喜町と宮崎町に存在する。）
- 国道16号千葉バイパス
- 千葉県道20号千葉大網線
- 土気往還

## 施設
- 千葉市中央区松ケ丘市民センター
- 千葉市立松ケ丘小学校
- 千葉市立松ケ丘中学校
- 千葉市松ケ丘緑地
- 青葉の森公園（大部分は青葉町に存在する。）